# Hector Polpetta
Hector Polpetta (Evil Con Carne) è una serie animata statunitense ideata da Maxwell Atoms. 
Caratterizzato da una leggera satira, vengono sfatati valori come l'amore, la generosità e la bontà.
La serie è apparsa originariamente all'interno di Brutti e cattivi insieme a Le tenebrose avventure di Billy e Mandy. In seguito sono stati prodotti altri episodi trasmessi indipendentemente. Hector Polpetta è la quindicesima e ultima serie del marchio Cartoon Cartoons di Cartoon Network.
La serie è stata trasmessa per la prima volta negli Stati Uniti su Cartoon Network dal 24 agosto 2001 al 22 ottobre 2004, per un totale di 20 episodi ripartiti su due stagioni. In Italia è stata trasmessa su Cartoon Network dal 31 ottobre 2002 ed è diventata una serie a sé stante dal gennaio 2004, proseguendo fino al 2005.
Il 16 marzo 2007 è stato trasmesso un episodio finale intitolato Guai a chi tocca, che funge da crossover con Le tenebrose avventure di Billy e Mandy.

## Trama
Hector Polpetta era inizialmente un muscoloso e attraente miliardario (di cui non si vede mai la faccia), aspirante dittatore del mondo. Tuttavia, il suo corpo è andato distrutto in un'esplosione ad opera del suo acerrimo nemico Commando Merluzzo, soldato d'élite dell'unità speciale S.P.O.R.K. con lo scopo di fermare i malvagi di tutto il mondo. Il suo cervello e lo stomaco sopravvissero, e la dottoressa Orrore li impiantò in un orso viola chiamato Boskov; i due tuttavia non vanno d'accordo e pensano e agiscono per conto proprio.
Da questo momento Hector, insieme alla dottoressa Orrore e al leader militare Skarr, dichiara di voler proseguire per vendetta i suoi progetti di conquista del mondo, oltre che a trovare un corpo funzionante. La base di Hector è un'isola dalla forma di coniglio nota come Bunny Island, una parodia del covo di Ernst Stavro Blofeld dai film di James Bond.

## Episodi
| Stagione         | Episodi | Prima TV USA | Prima TV Italia |
| ---------------- | ------- | ------------ | --------------- |
| Prima stagione   | 27      | 2001-2004    | 2001-2004       |
| Seconda stagione | 4       | 2004         | 2005            |
| Speciali         | 1       | 2007         | 2008            |

## Personaggi e doppiatori

### Personaggi principali

Da sinistra: Hector Polpetta e il Generale Skarr

- Hector Polpetta (in originale: Hector Con Carne), voce originale di Phil LaMarr, italiana di Stefano De Sando.

Inizialmente era un umano potente, ricco di cui non si vede mai la faccia. Viene colpito dall'opera di Commando Merluzzo, il suo nemico, ma viene salvato dalla dott.ssa Orrore. Ora di lui sono rimasti soltanto il cervello e lo stomaco, impiantati in Boskov. Da questo momento Hector, dichiara di voler proseguire i suoi progetti di conquista del mondo, per vendetta.
- Dottoressa Orrore (in originale: Major Dr. Andedonia J. Ghastly), voce originale di Grey DeLisle, italiana di Alessandra Cassioli.

La scienziata non pazza ma dolce.
Nel corso degli episodi, si scopre che è innamorata di Hector. Nel futuro, si sposerà proprio con lui e insieme avranno un figlio di nome Destructicus.
- Generale Reginald Skarr, voce originale di Armin Shimerman, italiana di Ambrogio Colombo.

Orbo di un occhio e non particolarmente intelligente, generale dell'esercito di Hector, al quale cerca costantemente di usurpare il potere. In seguito alla chiusura della serie è entrato a far parte del mondo di Billy e Mandy dove si è congedato ed è il loro vicino di casa. Il suo nome è un gioco di parole della parola "Scar", cicatrice, come quella che ha sull'occhio sinistro.
- Boskov, voce originale di Frank Welker, italiana di Roberto Stocchi.

Un giocoso orso viola che viene usato come corpo da Hector, benché continui a pensare per conto proprio e in genere presti più attenzione allo stomaco di Hector che non al suo cervello.
- Commando Merluzzo (in originale: Cod Commando), voce originale di Maxwell Atoms, italiana di Marco De Risi.

Nemico giurato di Hector, è un pesce soldato a capo dell'unità speciale S.P.O.R.K., con lo scopo di fermare i malvagi in tutto il mondo. Parla in gibberish ripetendo esclusivamente la parola "Blah".

### Personaggi secondari
- Borchia (in originale: Estroy), voce originale di Maurice LaMarche, italiana di Vittorio Di Prima.
- Kablamity Jane, voce originale di Masasa Moyo, italiana di Emanuela Baroni.
- Stomaco di Hector, voce originale di Armin Shimerman, italiana di Monica Bertolotti.

## Produzione
La serie originale da cui è tratta la serie, intitolata Brutti e cattivi, si è originata in seguito al risultato di un sondaggio rivolto ai telespettatori nel 2000. Il sondaggio, intitolato Big Pick, si è tenuto su internet dal 16 giugno al 25 agosto 2000 e i tre cortometraggi scelti sono stati Brutti e cattivi (mostrato inizialmente come Il cupo mietitore), Whatever Happened to... Robot Jones? e Longhair and Doubledome. Dopo l'evento, Il cupo mietitore ha vinto con il 57% dei voti diventando Brutti e cattivi e includendo i corti di Hector Polpetta. Mentre Whatever Happened to... Robot Jones? è diventata una serie animata nel 2002, Longhair and Doubledome sono apparsi in un altro evento Big Pick, perdendo un'altra volta.
Brutti e cattivi ha iniziato le sue trasmissioni il 24 agosto 2001 ed è stato sospeso il 18 ottobre 2002. Un anno dopo sono stati realizzati altri tredici episodi di mezz'ora di Brutti e cattivi, tuttavia sono andati in onda quando Cartoon Network ha deciso di separare le due serie, ora note come Le tenebrose avventure di Billy e Mandy e Hector Polpetta. In seguito al distacco dall'altra serie, i precedenti episodi di Hector Polpetta non sono più stati trasmessi per diverso tempo. Nel 2004 la serie è tornata con episodi di nuova produzione, includendo nuovi design per i personaggi, solo per essere cancellata ancora una volta nello stesso anno.
Dopo la cancellazione, i personaggi di Hector Polpetta sono apparsi ne Le tenebrose avventure di Billy e Mandy. Il primo cameo è presente nell'episodio Palla di pollo, il quale si è concluso con Mandy che acquista Bunny Island. Il Generale Skarr si è trasferito nel quartiere di Billy nell'episodio Oltre la porta dopo che Bunny Island è stata acquistata da una "società di intrattenimento che non voleva la concorrenza nel dominio del mondo". Da allora il Generale Skarr è diventato un personaggio ricorrente. Nell'episodio Guai a chi tocca, Hector e la Dottoressa Orrore appaiono a Endsville, al fine di reclutare Skarr e dare nuova vita all'organizzazione "Hector Polpetta" in un altro tentativo di conquistare il mondo. Secondo Tom Warburton, i personaggi di Hector Polpetta erano originariamente destinati ad apparire nello speciale televisivo Le tenebrose avventure del KND.
Il 29 luglio 2016, la serie è andata in onda per un solo giorno su Boomerang, nonostante le programmazioni indicassero solo Le tenebrose avventure di Billy e Mandy.

## Distribuzione

### Trasmissione internazionale
- 24 agosto 2001 negli Stati Uniti su Cartoon Network;[5]
- 2002 in America Latina su Cartoon Network;
- 5 ottobre 2002 in Polonia su Cartoon Network;
- 31 ottobre 2002 in Italia su Cartoon Network;[5][1]
- 11 luglio 2003 negli Stati Uniti su Cartoon Network;[6]
- febbraio 2004 in Italia su Cartoon Network;[6]